# Montmorency (district électoral du Canada-Uni)
Pour les articles homonymes, voir Montmorency.
Circonscription électorale provinciale du Canada
Montmorency est un district électoral de l'Assemblée législative de la province du Canada.

## Liste des députés
| Années | Années      | Député                   | Affiliation                     |
| ------ | ----------- | ------------------------ | ------------------------------- |
|        | 1841 - 1844 | Frédéric-Auguste Quesnel | Canadien-français antiunioniste |
|        | 1844 - 1848 | Joseph-Édouard Cauchon   | Canadien-français               |
|        | 1848 - 1851 | Joseph-Édouard Cauchon   | Canadien-français               |
|        | 1851 - 1854 | Joseph-Édouard Cauchon   | Réformiste                      |
|        | 1854 - 1858 | Joseph-Édouard Cauchon   | Réformiste                      |
|        | 1858 - 1861 | Joseph-Édouard Cauchon   | Bleu                            |
|        | 1861 - 1863 | Joseph-Édouard Cauchon   | Bleu                            |
|        | 1863 - 1867 | Joseph-Édouard Cauchon   | Bleu                            |